# لیلا عراقیان
لیلا عراقیان (زادهٔ ۱۳۶۲ خورشیدی) معمار است. او برای طراحی پل طبیعت در تهران شناخته می‌شود.

## آغاز زندگی
لیلا عراقیان در رشته ریاضی دیپلم گرفت و به نقاشی هم علاقه داشت. از این که می‌دید معماری ترکیبی از ریاضیات و نقاشی است به این رشته علاقه‌مند شد. در سال ۱۳۸۰ خورشیدی در دانشگاه شهید بهشتی تحصیل در رشته معماری را آغاز کرد.

## زندگی‌نامه
لیلا عراقیان دارای مدرک کارشناسی معماری از دانشگاه شهید بهشتی و فوق لیسانس از دانشگاه بریتیش کلمبیا است. وی در سال ۱۳۸۴ به همراه همکارش علیرضا بهزادی شرکت سازه‌های پارچه‌ای دیبا را تأسیس کردند. شرکت دیبا پس از اجرای سازه‌های چادری پارک آب و آتش تهران، به مسابقهٔ طراحی پل طبیعت دعوت شد و طرحشان برگزیده شد.

## آثار

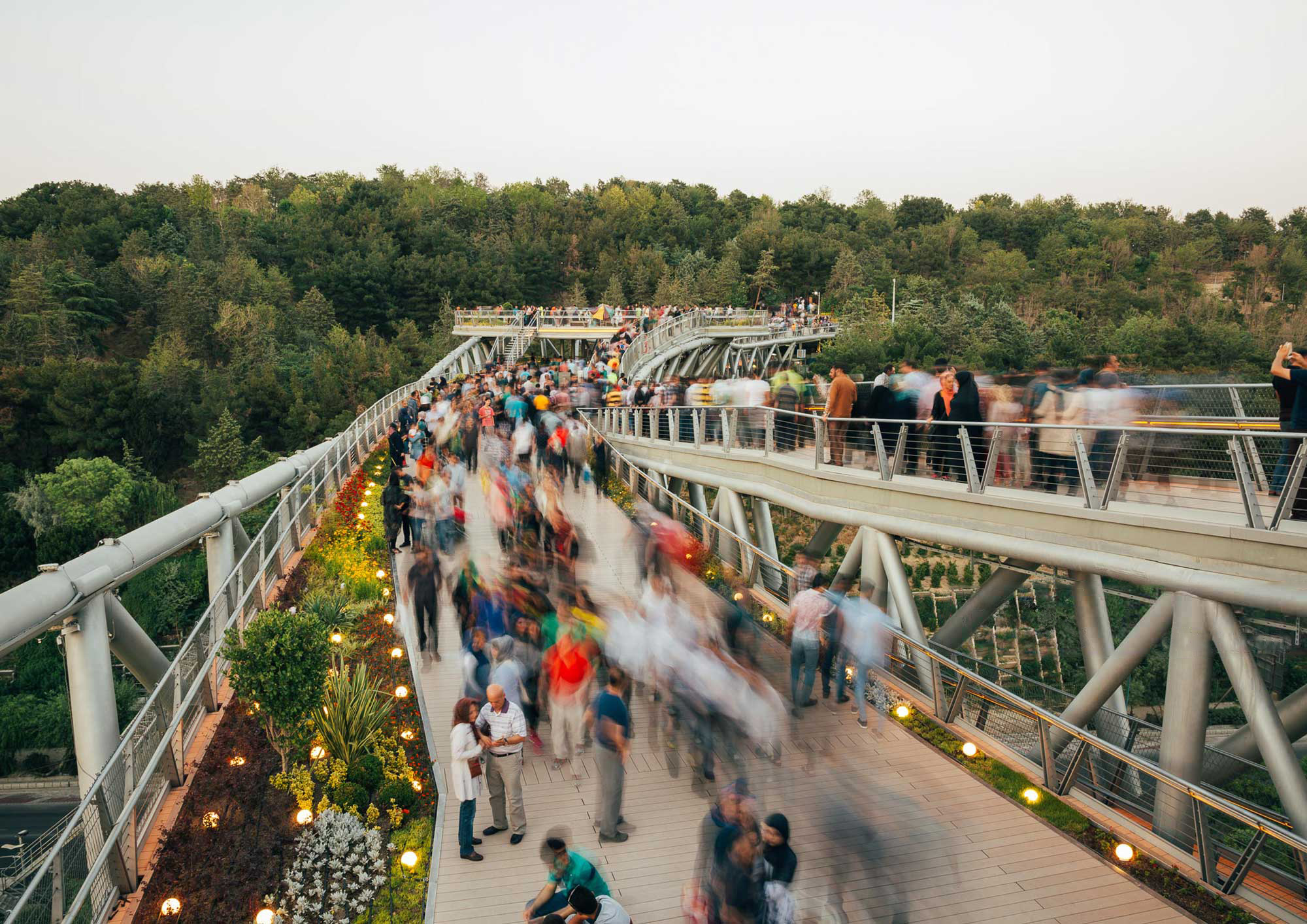
عبور عابران پیاده از پل طبیعت تهران

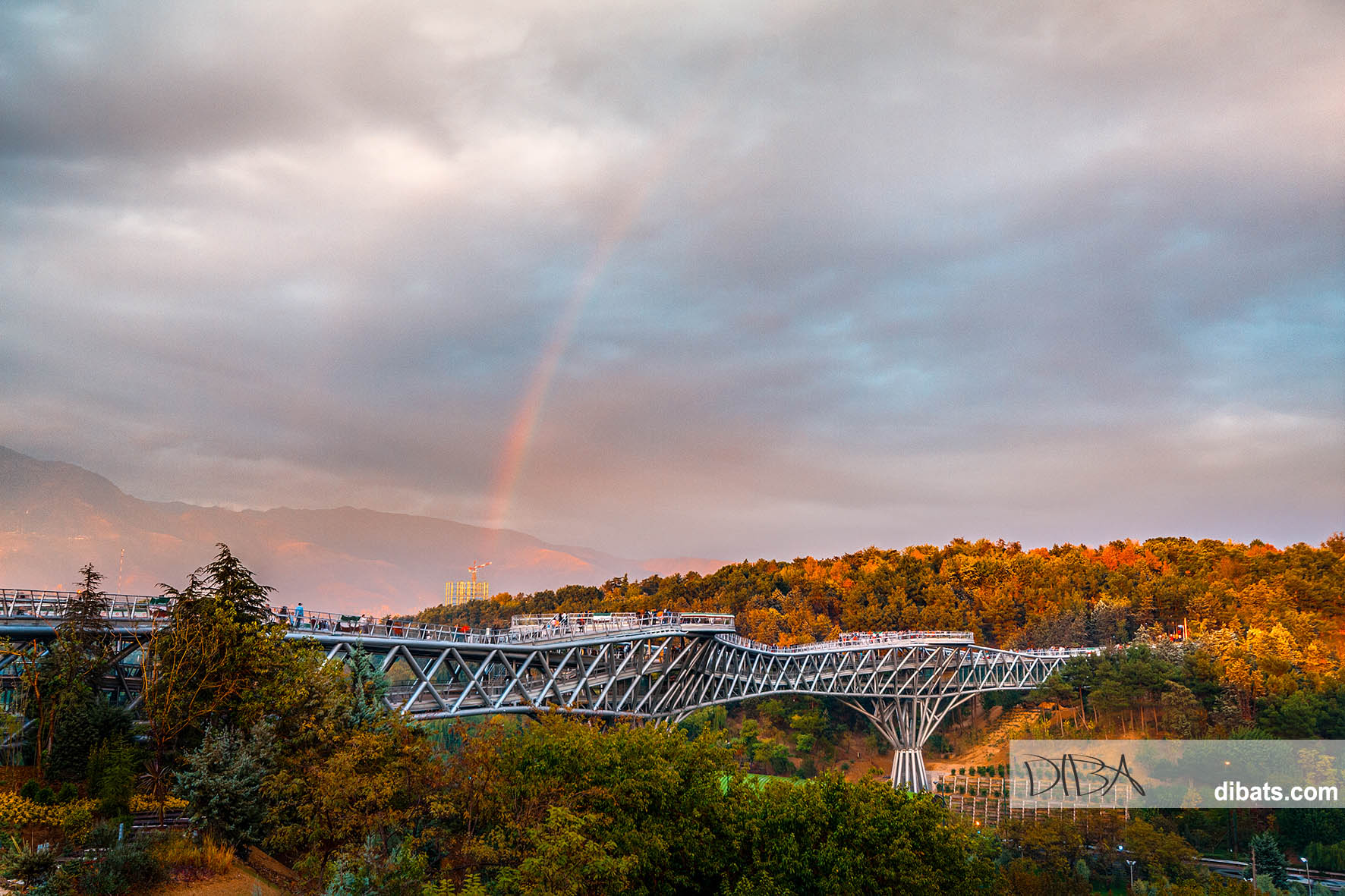
پل طبیعت تهران

### پل طبیعت

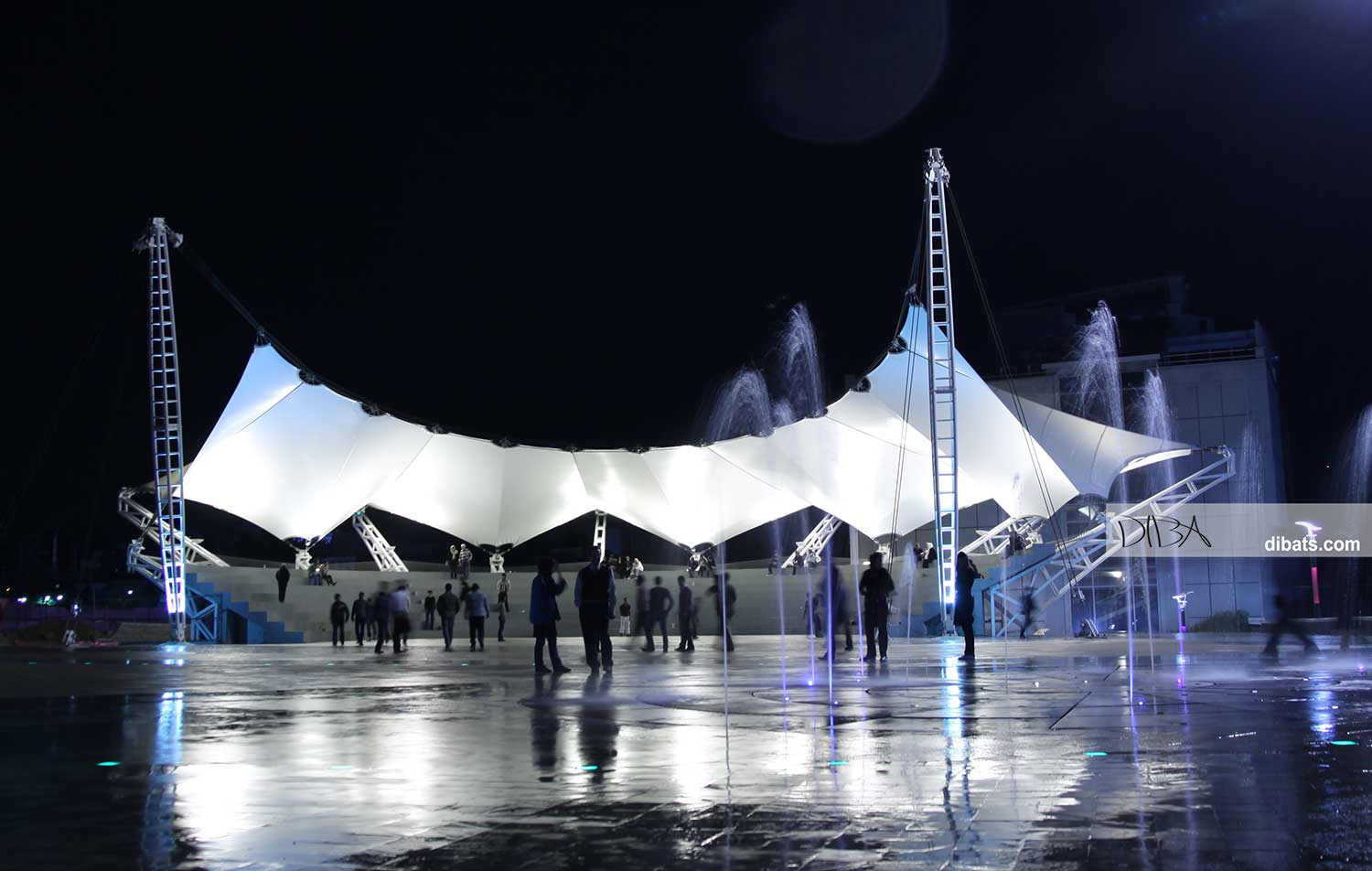
آمفی تئاتر بوستان آب و آتش تهران

لیلا عراقیان و علیرضا بهزادی در سال ۱۳۸۷ در مسابقهٔ طراحی پل طبیعت شرکت کردند، در سال ۱۳۸۸ طرحشان برگزیده شد و پل طبیعت در سال ۱۳۹۳ خورشیدی افتتاح گردید.

### استادیوم بی‌سی پلیس
لیلا عراقیان در بازسازی پوشش پارچه‌ای سقف و نمای استادیوم بی‌سی پلیس در ونکوور، کانادا که توسط شرکت آلمانی هایتکس تنستایل استراکچرز انجام شد، به عنوان دستیار فنی فعالیت داشته است.

## جوایز و سخنرانی‌ها
لیلا عراقیان در مسابقه طراحی فضاهای ورزشی، دومین کنفرانس سازه و معماری ۱۳۹۰ برنده جایزه دوم شد و همچنین در مسابقه کوشک جهانی به همراه بابک رستمیان و علیرضا برهانی رتبه دوم را کسب نمود. در آذرماه ۱۳۹۴ عراقیان تحت عنوان «چ طور پلی برای گردهم آوردن مردم طراحی کردم»، در تداکس‌تهران سخنرانی کرد. و همچنین در دانشگاه تهران، دانشگاه علم و صنعت، دانشگاه آمریکایی دوبی و دانشگاه آنهالت آلمان، سخنرانی‌هایی در زمینه تاریخچه سازه‌های پارچه‌ای در ایران، معرفی شرکت دیبا و پروژه پل طبیعت انجام داده است.
وی به همراه علیرضا بهزادی در سال ۲۰۱۶ جایزه معماری آقاخان را دریافت نموده است.